# La corona negra
La corona negra (La couronne noire en francès) és una pel·lícula espanyola (coproduïda amb França e Itàlia) de 1951, dirigida per Luis Saslavsky i protagonitzada per María Félix, Rossano Brazzi i Vittorio Gassman. Està basada en la narració La Vénus d'Ille de Prosper Mérimée.

## Sinopsi
A la ciutat de Tànger, una dona anomenada Mara (María Félix) sofreix d'amnèsia després d'assassinar al seu marit, qui estava a punt d'exigir el divorci per haver-la sorprès en amors il·lícits amb un amant (Vittorio Gassman), al qual només li interessa trobar el lloc on estan ocultes unes joies valuoses. Desorientada, la dona fuig i troba l'ajuda d'Andrés, que s'enamora d'ella i intenta que recuperi la memòria. Encara que la seva patrona veu en les cartes del tarot que una corona negra que presagia la mort gira entorn de la misteriosa dona, Andrés no fa cas i acudeix amb ella a l'hotel on les pistes indiquen que s'allotjava. Mara és segrestada pel seu antic amant i tancada en un gimnàs de la seva propietat, però en estar amnèsica no sap dir-li on va amagar les joies del seu marit.

## Repartiment
- María Félix.... Mara Russell
- Rossano Brazzi.... Andrés
- Vittorio Gassman.... Mauricio
- José María Lado.... Sr. Russell
- Antonia Plana.... Sra. Russell
- Julia Caba Alba.... Flora
- Antonia Herrero

## Premis
La pel·lícula va aconseguir un premi econòmic de 300.000 ptes, als premis del Sindicat Nacional de l'Espectacle de 1951.